# Championnat de France masculin de volley-ball 1978-1979
Navigation
Saison précédente Saison suivante
Le Championnat de France de volley-ball Nationale 1 1978-1979 a opposé les huit meilleures équipes françaises de volley-ball.

## Listes des équipes en compétition
| \| Asnières Grenoble Montpellier Racing CF Stade Français CASG Sète Clamart \| Localisation des clubs engagés dans le championnat. |
| Asnières Grenoble Montpellier Racing CF Stade Français CASG Sète Clamart                                                           |

| Asnières Sports |
| CSM Clamart     |
| CASG Paris      |
| AS Grenoble     |
| Montpellier UC  |
| Racing CF       |
| Arago de Sète   |
| Stade Français  |

## Formule de la compétition
- Afin d'allonger la préparation de l'Équipe de France en vue du Championnat d'Europe 1979 se déroulant en France, la Fédération française de volley-ball à décider d'adopter une formule de championnat écourtée, en deux phases :

1. Les huit clubs de Nationale 1 ont été divisés en deux poules de quatre. Après un championnat aller et retour, les deux premiers de chaque groupe composent la Nationale 1A, les quatre autres forment la Nationale 1B avec les deux premiers des quatre groupes de Nationale 2 (soit 12 clubs).
2. Les clubs de la Nationale 1A jouent 8 matchs en quatre week-ends, dans une poule finale (dit tournois des As, les résultats de la première phase sont conservés) pour décerner le titre de champion de France. La Nationale 1B est divisée en deux poules de six (3e et 4e de Nationale 1 + 1er et 2e de deux groupes de Nationale 2) les deux groupes ne se rencontrent pas. Les trois premiers des deux poules de Nationale 1B, avec les quatre de la Nationale 1A, constituent la Nationale 1 pour la saison 1979-1980.

## Compétition

### Deuxième phase
| Nationale 1A                                             | Nationale 1B                                                | Nationale 1B                                                                                      |
| -------------------------------------------------------- | ----------------------------------------------------------- | ------------------------------------------------------------------------------------------------- |
| Asnières Sports AS Grenoble Montpellier UC Arago de Sète | Poule A Racing CF CSM Clamart AS Cannes ASU Lyon Paris UC ? | Poule B Stade Français CASG Paris VGA Saint-Maur Avignon Volley-Ball Tourcoing sports SC Colombes |

#### Nationale 1A (tournois des As)
| # | Équipe          | Pts | J  | G  | P  | SP | SC |
| 1 | Asnières Sports | 34  | 18 | 16 | 2  | 51 | 19 |
| 2 | Montpellier UC  | 31  | 18 | 13 | 5  | 46 | 30 |
| 3 | AS Grenoble     | 24  | 18 | 6  | 12 | 31 | 43 |
| 4 | Arago de Sète   | 19  | 18 | 1  | 17 | 16 | 52 |

#### Nationale 1B

##### Poule A
| # | Équipe      | Pts | J  | G | P | SP | SC |
| 1 | Racing CF   | 18  | 10 | 8 | 2 | 26 | 8  |
| 2 | CSM Clamart | 18  | 10 | 8 | 2 | 25 | 10 |
| 3 | AS Cannes   | 18  | 10 | 8 | 2 | 25 | 16 |
| 4 | ASU Lyon    | -   | 10 | - | - | -  | -  |
| 5 | Paris UC    | -   | 10 | - | - | -  | -  |
| 6 | -           | -   | 10 | - | - | -  | -  |

##### Poule B
| # | Équipe              | Pts | J  | G | P | SP | SC |
| 1 | Stade Français      | 19  | 10 | 9 | 1 | 29 | 8  |
| 2 | VGA Saint-Maur      | 18  | 10 | 8 | 2 | 27 | 13 |
| 3 | Avignon Volley-Ball | 15  | 10 | 5 | 5 | 21 | 20 |
| 4 | Tourcoing sports    | -   | 10 | - | - | -  | -  |
| 5 | CASG Paris          | -   | 10 | - | - | -  | -  |
| 6 | SC Colombes         | -   | 10 | - | - | -  | -  |

## Bilan de la saison
| Tableau d'Honneur           |                 |
| Compétition                 | Vainqueur       |
| Nationale 1                 | Asnières Sports |
| Coupe de France à handicaps | AS Grenoble     |

| Qualifications européennes 1979-1980 |                 |
| Compétition                          | Qualifiés       |
| Coupe d'Europe des Clubs Champions   | Asnières Sports |
| Coupe des vainqueurs de Coupes       | Montpellier UC  |

| Promotions et relégations |                                              |
| Relégués en Nationale 2   | CASG Paris                                   |
| Promus de Nationale 2     | AS Cannes VGA Saint-Maur Avignon Volley-Ball |